# Seznam hradů v Libereckém kraji
Seznam hradů nacházejících se v Libereckém kraji, seřazených podle abecedy:

## B
- Bezděz
- Bradlec

## Č
- Čap
- Čertova ruka

## D
- Děvín
- Dolánky u Turnova
- Dolní Štěpanice
- Drábovna
- Dubá

## F
- Falkenberk
- Fredevald
- Frýdlant
- Frýdlant (okres Česká Lípa)
- Frýdštejn

## G
- Grabštejn

## H
- Hamrštejn
- Houska
- Hrad na Dubovém vrchu
- Hrad na Zámeckém vrchu u Heřmanic v Podještědí (též u Mařenic)
- Hrad u Hostíkovic
- Hrad u Hvězdy
- Hrad u Kluku
- Hrad u Kvítkova
- Hrádek nad Nisou
- Hrubá Skála
- Hrubý Rohozec
- Hřídelík

## Ch
- Chlum-Kozlov
- Chudý hrádek

## J
- Jestřebí
- Jezdec

## K
- Kavčiny
- Kláštenec
- Klinštejn
- Klokočský hrádek
- Konvalinkový vrch
- Košťálov
- Kozlov
- Křída
- Kumburk
- Kvítkov

## L
- Lemberk
- Levín
- Lipý
- Loubí
- Loupežnický vrch

## M
- Milčany
- Milštejn
- Mimoň
- Mladkovský hrádek

## N
- Návarov
- Nístějka

## P
- Pihel
- Pustý zámek

## R
- Radeč
- Ralsko
- Robečský hrádek
- Roimund
- Ronov
- Rotštejn
- Rousínovský hrádek
- Rybnov
- Rychlovský hrádek

## S
- Skalní hrad u Raspenavy
- Sloup
- Starý Berštejn
- Stohánek
- Svojkov
- Sytový

## T
- Trosky

## V
- Valdštejn
- Vartenberk
- Velenice
- Vranov
- Vřísek
- Výrov

## W
- Winterstein

## Z
- Zahrádky
- Zbirohy
- Zbyny